# Nombre de Goulard
Le nombre de Goulard est un nombre sans dimension qui mesure dans un écoulement gazeux le rapport de la norme du flux de chaleur par rayonnement à celle du flux cinétique pour les vitesses élevées. Le nom est celui de Robert Goulard (NASA).
Le flux cinétique est donné par
{\displaystyle \mathbf {q} =\rho \left(e+{\frac {V^{2}}{2}}\right)\mathbf {V} }
Les diverses quantités présentes dans cette expression caractérisent l'écoulement :
- {\displaystyle \rho } est la masse volumique,
- {\displaystyle e} l'énergie interne,
- {\displaystyle \mathbf {V} } la vitesse.

Dans le cas des grandes vitesses l'énergie cinétique est grande devant l'énergie interne et le nombre de Goulard s'écrit
{\displaystyle {\mathcal {G}}={\frac {2q_{R}}{\rho V^{3}}}}
où {\displaystyle q_{R}} est la norme du flux radiatif.
Dans les problèmes de rentrée dans l'atmosphère terrestre on considère que le rayonnement devient important lorsque {\displaystyle {\mathcal {G}}>0.1} (ordre de grandeur).

## Référence
1. ↑  R. Goulard, The  Coupling  of  Radiation  and  Convection  in  Detached  Shock  Layers, Journal  of  Quantitative Spectroscopy and Radiative Heat Transer, Vol. 1, 1961